# Felice Lioy
Felice Lioy (Terlizzi, 9 aprile 1743 – Vicenza, 1826) è stato un avvocato e politico italiano.

## Vita
Felice Lioy era un avvocato di Terlizzi che aveva difeso alcuni massoni colti in flagrante il 2 marzo 1776 durante una sorta di trappola delle forze di polizia del Regno di Napoli, organizzata da Bernardo Tanucci attraverso il fidato Gennaro Pallante. La trappola consisteva nel convocare una loggia massonica in una villa nei pressi della Reggia di Capodimonte e arrestare i suoi membri punendoli in modo esemplare. La difesa di Lioy fu, secondo le fonti, tanto efficace che finì col rovesciare i ruoli di accusatore e accusato con Gennaro Pallante che fu incriminato l'11 marzo 1777 di "messa in scena". Lioy è l'autore della Difesa dei Liberi Muratori e, avvisato da Giuseppe de Gemmis che Bernardo Tanucci voleva arrestarlo, scappò a Venezia; successivamente riparò a Parigi e a Londra.
Tornato in Italia, si stabilì a Vicenza, dove divenne amico di Francesco Modena. Nonostante gli fosse stato consentito di ritornare, preferì restare a Vicenza, dove sposò Cecilia Modena, figlia di Francesco. Un giorno il re di Prussia passò per Vicenza e lo stesso re, una volta giunto anche a Napoli, parlò bene di Felice Lioy con la regina Carolina. La regina era all'epoca aperta alle nuove idee illuministe e progressiste anche perché non era ancora scoppiata la Rivoluzione francese. Grazie all'intervento del re di Prussia, Lioy fu richiamato a Napoli, dove fu nominato Cavaliere Costantiniano e gli fu chiesto di fare dei sopralluoghi nelle varie province della Puglia al fine di trovare delle soluzioni che migliorassero la loro situazione economica.
Giunto ad Altamura, Lioy incaricò Luca de Samuele Cagnazzi di fare un riassunto delle sue osservazioni raccolte in Puglia, che altro non erano che una raccolta di testimonianze di persone del posto quali ad esempio medici, preti, ecc. Cagnazzi risistemò il materiale raccolto da Lioy servendosene pochissimo e scrivendolo sulla base delle sue personali cognizioni piuttosto che su quello che gli veniva detto da Lioy. Alberto Fortis, l'amico di Cagnazzi che in quel periodo si trovava in Altamura, rimproverò Cagnazzi per aver aiutato Lioy il quale dimostrava molta superficialità nelle materie economiche. Cagnazzi giunse a Napoli pochi giorni dopo lo stesso Lioy e ricevette da questo molti compiti che gravarono sul Cagnazzi, tanto che Giuseppe de Gemmis gli consigliò di lasciarlo perdere. Grazie a Cagnazzi, Lioy poté fare un'ottima figura, presentando una relazione ben scritta alla Regia Segreteria delle Finanze del Regno di Napoli. Inoltre Cagnazzi ebbe l'occasione di controbattere con maggior ardore a Troiano Odazi che Cagnazzi considerava molto impreparato e che "parlava sempre male di Lioy".
Nel 1789, Lioy fu nominato Intendente della grande Commenda della Magione in Sicilia (carica che detenne fino al 1812) e doveva nominare due suoi aiutanti di cui un Fiscale col grado di Uditore di Provincia e un Segretario Generale. Lioy scelse Cagnazzi come Segretario Generale, ma quest'ultimo preferì non accettare, essendosi consultato col marchese Carlo de Marco in quanto lo avrebbe distolto dalla carriera ecclesiastica. Lioy nominò allora Donato Tommasi, essendo Lioy in debito nei confronti del padre di Tommasi. Tommasi era all'epoca Marchese, Consigliere e Segretario di Stato ed era già noto per la sua opera su Gaetano Filangieri.
Figlio di Francesco Domenico e Camilla Benarducci. «Di statura giusta, delicata corporatura, faccia bianca, calvo nella fronte, tiene le ossa del pomo della faccia un po’ uscite in fuori, affettato nel parlare»; così viene descritto il giovane pugliese Felice Lioy.
Col grado di intendente generale della real Commenda il cavaliere Lioy ebbe modo e facoltà di sperimentare le sue nuove idee sulla “manipolazione dei vini” a Partinico, Prizzi e a Palazzo Adriano, in quanto beni appartenenti alla Magione di Palermo (ente ecclesiastico/demaniale che amministrava moltissime proprietà).
Al Lioy viene affidato con l'arrivo del re Ferdinando III in Sicilia, con provvedimento del 23 giugno 1802, la soprintendenza e giurisdizione sui siti reali dei feudi nei territori di Badia, di Santa Maria, di Palazzo Adriano, di Partinico, di Prizzi e dei feudi Lupo e Ficuzza (quest’ultimi poi accorpati nell’unico sito del Real Bosco della Ficuzza). 
Ferdinando III, verosimilmente scoraggiato dallo scenario politico internazionale (1798-99), si fece carico di una vasta operazione finalizzata alla fondazione di cospicui siti reali in Sicilia, destinati a specifiche attività di diletto o utilitaristiche, quali le battute di caccia e di pesca, l’itticoltura, la zootecnia e le sperimentazioni agrarie. Per l’acquisto delle proprietà fondiarie, il re ebbe modo di consultare il Lioy, per provata esperienza.  
Il cavalier Felice Lioy “uomo di somma probità e nelle materie agricole espertissimo”, operando come intendente della Commenda della Magione, conscio della fertilità del terreno della città della Sala di Partinico, della ricchezza delle acque, dal clima temperato, suggerì al sovrano gli acquisti della Casina di Ballo a ridosso della montagna della Baronessa e successivamente le contrade circostanti del Castellaccio, di Crocifisso, della Sorgiva e Santa Croce, creando infine il possedimento del Real Podere di Partinico esteso 80 salme. Con l’aiuto del cavaliere, il re concesse al paese di Partinico il riconoscimento di Comune autonomo il 19 aprile 1800, ed il titolo di città il 25 successivo.
Lasciò la Sicilia nel 1812 e si trasferì a Vicenza, con una pensione del regno di Napoli di 600 ducati, morì nelle sue terre di Vancimuglio (frazione di Vicenza) nel 1826. Ebbe tre figli, il maschio, Leopoldo Maria Giovanni Rosario (sposò la nipote Anna Maria Teresa Lioy di 13 anni più giovane, figlia della sorella Camilla), fu il padre di Paolo Lioy. La figlia Camilla sposò Paolo Stazzone marchese di Bonfornello, portando in dote 2000 onze siciliane oltre a gioielli in oro. E Marietta Lioy.

## Incarichi
- Intendente della grande Commenda della Magione in Sicilia (1789)

## Onorificenze
- Cavaliere Costantiniano

## Opere
- Memoria per la manipolazione dei vini, 1800.
- Memoria per l'economia della farina, 1800.
- Memorie sopra gli usi dell'alga marina nell'agricoltura e nelle arti. Palermo, 1800, real Stamperia.